# ریشه‌شاخه
ریشه‌شاخه(نام علمی: Rhizoclonium) نام یک سرده از تیره شاخه‌داران است.